# Basankusu
Pour les articles homonymes, voir Basankusu (homonymie).
Basankusu est une localité de l'ouest de la république démocratique du Congo, chef-lieu du territoire de Basankusu, dans la province de l'Équateur. Basankusu est le siège du diocèse de Basankusu. La localité fait aussi partie du secteur de Basankusu.

## Géographie
Basankusu est située au bord de la rivière Lulonga, un affluent du Congo, à la confluence des rivières Lopori et Maringa. Cet emplacement permet le transport et la réception des marchandises locales en provenance des villes de Mbandaka et de Kinshasa. Parce que Basankusu est le dernier port avant le désert du bassin de la rivière Lopori, les zoologistes travaillant à la préservation des bonobos, utilisent la ville comme lieu de séjour.

### Climat
Étant à un peu plus d'un degré au nord de l'équateur, Basankusu a un climat tropical. Il n'existe pas de véritable saison sèche, avec des précipitations mensuelles dans la ville allant de moyennes de 69 et 213 mm, avec la plupart des mois à l'extrémité supérieure de cette fourchette. Les mois de décembre à février connaissent cependant des précipitations plus faibles, pouvant poser des problèmes d'assèchement des puits, et influant sur les transports (les pistes deviennent praticables en voiture, tandis que des hauts-fonds rendent difficile la circulation sur les rivières). La moyenne des températures élevées pendant une année se situent entre 30 °C et 33 °C, bien que tout au long de la journée un sommet de 37 °C n'est pas rare. Les températures basses du soir sont en moyenne autour de 20 °C.
Basankusu étant situé près d'une rivière importante avec de fréquentes et lourdes pluies tropicales durables, la ville est sujette aux effets néfastes de l'eau. En juillet 2010, la ville a été touchée par les inondations, avec 1 400 personnes sans-abris[réf. nécessaire]. Les routes, qui sont toutes non-goudronnées, et les ponts ont également été touchés. Ces conditions météorologiques difficiles ont un effet sur la qualité de vie des populations locales. Les maladies d'origine hydrique peuvent devenir plus fréquentes, et le transport de marchandises, tels que la nourriture, les médicaments et le commerce des marchandises, devient plus difficile.

## Histoire
La localité est fondée comme mission par les missionnaires de Mill Hill en 1905, dirigés par le P. Gorgonius Brandsma, d'où ils rayonnent par les rivières vers une dizaine de postes de mission, dont la mission de Mompono (fondée en 1916) et celle de Mampoko (1917) qui comporte 2 000 catéchumènes sur les 14 000 habitants des alentours. Ces postes accueillent en leurs centres les familles de catéchumènes et de convertis. En 1923, il y a déjà quinze pères pour cinq stations de mission.

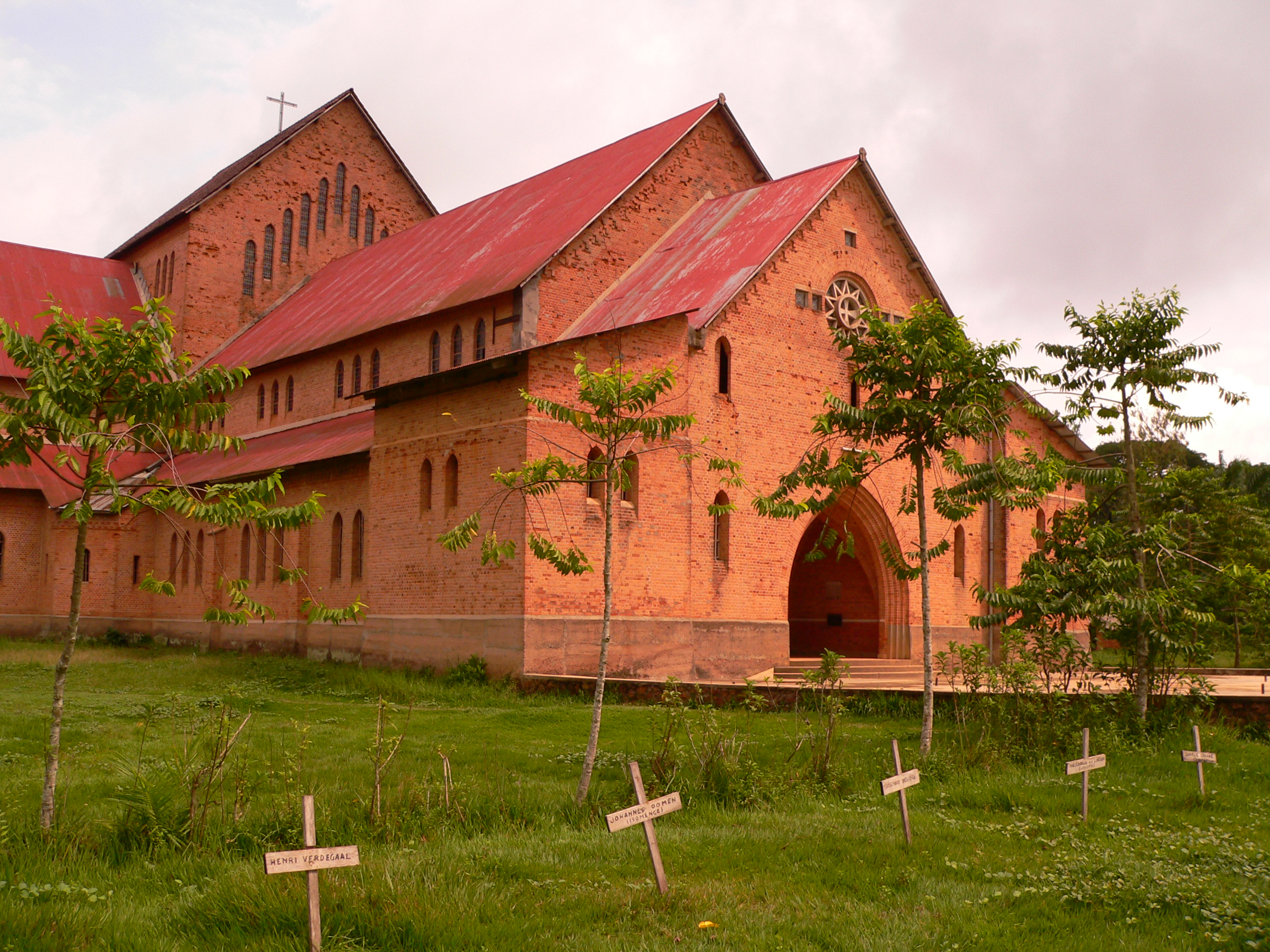
Vue de la cathédrale construite en 1936, siège du diocèse de Basankusu

Le travail des missionnaires s'appuie en particulier sur les religieuses (celles arrivées de Moorslede, le 7 janvier 1927, sont une vingtaine en 1950 ; d'autres religieuses franciscaines de Saint-Antoine d'Asten-Boerden arrivent en juillet 1926) pour la promotion de la femme et la tenue de l'hôpital, sur les frères de Mill Hill pour l'artisanat et l'agriculture, et sur les catéchistes locaux qu'ils forment.
La grande église (devenue cathédrale) de briques rouges est construite par le Frère Jan de Koning MHM en 1936 en style néoroman. Menaçant de s'écrouler, la cathédrale a été détruite dans les années 2000 et une nouveau bâtiment est en construction sur le même emplacement. Un hôpital, le couvent des religieuses et la grande ferme de la mission datent des années 1920, et plus tard un petit pensionnat ouvert en 1943 au couvent à une dizaine de jeunes filles européennes dont les pères travaillent dans la zone. Des écoles de garçons et des écoles de filles sont ouvertes pour la population locale dès le début par les Pères et les religieuses.
Les religieuses européennes sont évacuées en 1964 et la plupart des missionnaires partent dans les années 1980-1990, même si deux pères de Mill Hill sont encore présents à Basankusu.

## Administration
Chef-lieu territorial de 26 412 électeurs enrôlés pour les élections de 2018, la localité a le statut de commune rurale de moins de 80 000 électeurs, elle compte 7 conseillers municipaux en 2019.

## Population
Le recensement date de 1984,.
| 1984 | 2004   | 2012   |
| ---- | ------ | ------ |
| -    | 23 763 | 28 641 |

## Commerce
Basankusu est un centre de production d'huile de palme et de traitement. Une société, la Compagnie de commerce et des plantations (CCP), produit l'huile de palme provenant de plantations dans les villages proches de Lisafa et de Ndeke. L'usine à Lisafa est responsable du traitement de l'huile de palme et de production de savon. Les zones de plantation sont les suivantes : 3 488 ha de palmiers à huile, 1 039 ha en friches, 600 ha en cours de développement, et 372 ha consacrés au café. Il s'agit d'un important employeur local, avec près de 4 000 travailleurs sur sa masse salariale. Bien que la CCP soit l'une des entreprises les plus prospères de la région, elle est en conflit avec les chefs de village à propos de l'acquisition de terres. 
La distance de Basankusu de la capitale Kinshasa et le bouleversement récent en raison de la Première et de la Deuxième guerre du Congo ont rendu le commerce avec le monde extérieur difficile. Cependant, la distribution de produits locaux, tels que le maïs, le manioc, le riz, l'huile de palme, les arachides et le caoutchouc, commence à augmenter à mesure que davantage de bateaux font le voyage de la capitale.
La frustration des producteurs locaux a été portée à l'attention de la presse par Mlle Jeanne-Marie Abanda, directeur de Caritas Basankusu, quand elle expliqué leurs difficultés en décembre 2009 :
« Nous avons eu une récolte exceptionnelle cette année et nous avons réussi à envoyer 30 % de notre maïs qui a été stocké dans le port de Basankusu. Le transport de marchandises agricoles des villages éloignés est l'un de nos problèmes, et celui de la distribution vers les grands centres de population dans tout le pays, en est un autre. »
La même information est rapportée par l'Office congolais de contrôle.
Jef Dupain, un primatologue de l'African Wildlife Foundation (AWF), qui a passé plus d'une décennie sur la ligne de front au Congo et qui travaille avec les bonobos, a également indiqué l'impact dévastateur d'un manque de transport pour des échanges sur la conservation : « Vous pouvez juste dire aux populations locales de ne pas manger de viande de brousse. Vous n'êtes pas pris au sérieux. » Pour cette raison, une barge de transport financée par la FAE se déplace maintenant sur les fleuves Congo et Maringa au Congo pour recueillir des produits agricoles par les agriculteurs locaux.

## Communications et transports

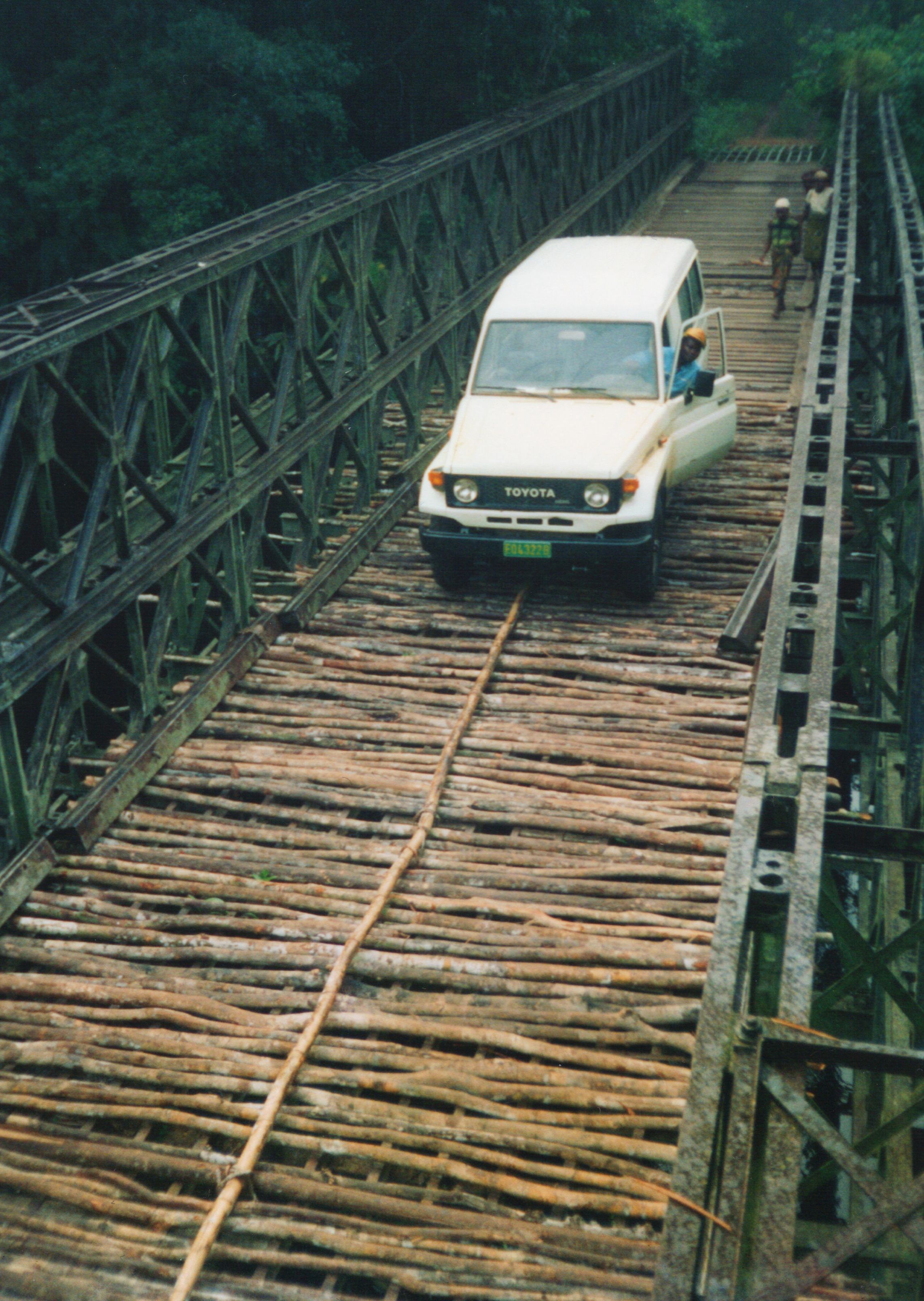
Pont Bailey de Bolifa

La situation isolée de la ville rend la communication avec le reste du monde difficile. Pendant le conflit militaire de 1998-2003, Basankusu était du côté des rebelles (Mouvement de Libération du Congo, MLC) et était coupée du commerce du reste du monde. Befale se trouve à 247 kilomètres, Baringa à 180 kilomètres.

### Routes
Les routes à l'intérieur de Basankusu sont non-goudronnées et sujettes à l'érosion causée par les pluies torrentielles fréquentes. Les routes vers d'autres villes et villages sont également non-goudronnées; leur état a continué d'empirer depuis l'indépendance du pays, donnée par la Belgique en 1960. Les ponts métalliques Bailey, qui couvrent des ravins et des ruisseaux le long des routes, sont également en très mauvais état et en danger d'effondrement dans certains cas. Les véhicules à moteur sont rares et ne sont généralement détenus que par les entreprises, les hôpitaux, les missions chrétiennes et les organismes gouvernementaux.

### Rivières
Les rivières fournissent les moyens les plus évidents de transport de marchandises et de personnes. Un voyage en bateau de 700 km de Basankusu vers la capitale, Kinshasa, peut prendre plusieurs semaines. Les principaux opérateurs de barges fluviales sont les Transports du Commerce de l'Équateur (TFCE) et celles du Bureau national des Transports (ONATRA). Les passagers voyagent souvent à l'étroit, dans certains cas, voyageant au sommet de journaux poussés le long de la rivière par les barges. Ils sont victimes des prix élevés des produits alimentaires et d'autres produits essentiels. Les interruptions fréquentes de ces bateaux fluviaux de passagers met dans une situation précaire tout ce qui concerne la subsistance quotidienne. Un délai de plusieurs jours peut obliger les passagers à vendre tous leurs biens afin qu'ils puissent acheter un repas. Le manque de communication dans le pays, en général, signifie que les passagers ne peuvent pas être aidés par des amis ou de la famille.

### Aéroport

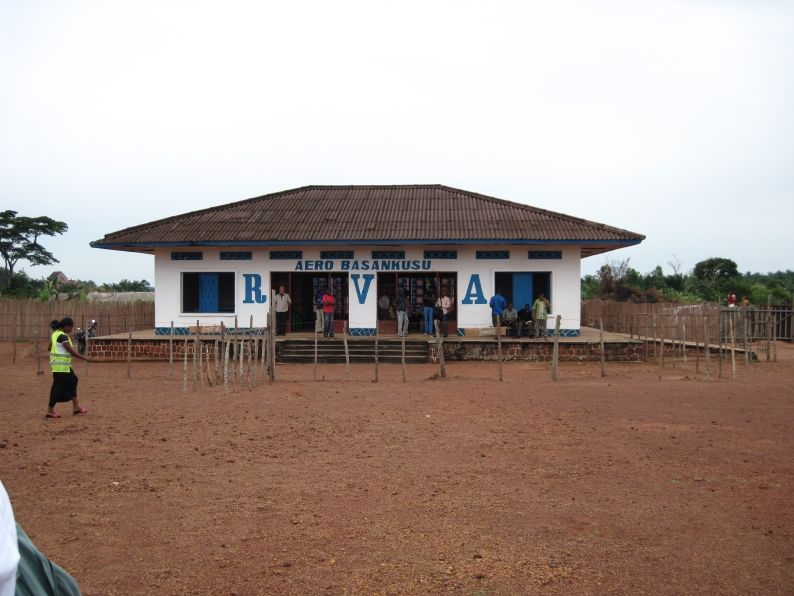
Vue de l'aéroport

La localité dispose d'un aéroport, composé d'une piste d'atterrissage de 1 480 m de gravier et d'un petit bâtiment où les passagers peuvent attendre. Deux ou trois vols à destination et en provenance de Kinshasa sont planifiés chaque semaine. Plusieurs avions-cargos y atterrissent aussi. Le coût d'un vol, cependant, est hors de portée de la plupart des particuliers, les passagers étant surtout des personnes travaillant pour des ONG ou des entreprises à Kinshasa.
La localité est desservie par un terrain d'aviation (code AITA : BSU).

### Service postal
Basankusu ne dispose pas de service postal. Pour envoyer des lettres, la coutume est de les donner à quelqu'un qui est en voyage ou au pilote d'un avion, qui les enverra à Kinshasa ou en Europe.

### Téléphonie mobile
Jusqu'à récemment, il n'y avait pas de système téléphonique à Basankusu. Mais depuis 2006, deux antennes de téléphonie mobile avec chacune son propre générateur et gardien ont été installées. Les réseaux de téléphonie, Airtel et Vodacom, permettent depuis lors aux gens de rester en contact avec famille et les amis qui ont migré vers Kinshasa ou ailleurs. Le signal s'arrête lorsque vous quittez Basankusu.

## Alimentation locale

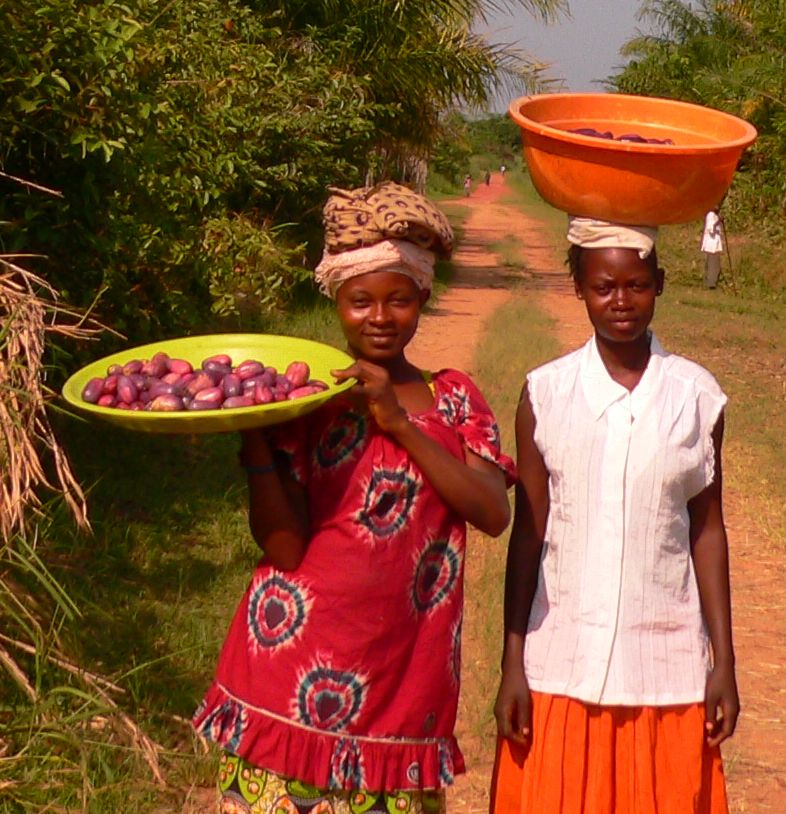
Prunes africaines saisonnières - connues localement sous le nom de Safou.

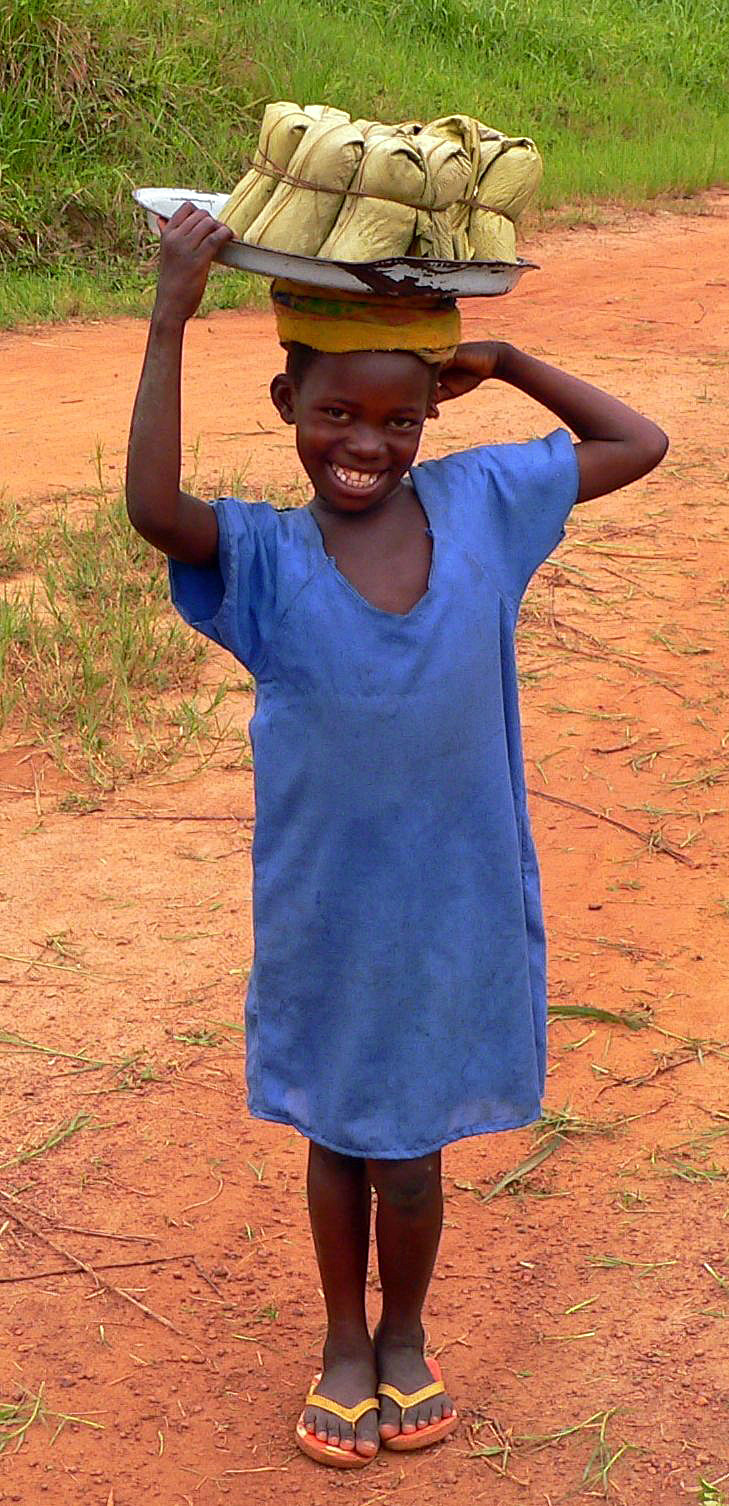
Une petite fille offre un « kwanga » - pain de manioc - enveloppé dans des feuilles de bananier.

Le cassava (yuca), qui trouve son origine en Amérique du Sud et dans les Caraïbes, est l'aliment de base de Basankusu. Les racines sont transformées en pain de manioc, connu sous le nom Kwanga ou chikwangue, et d'autres aliments à base de manioc. Les feuilles sont également utilisées comme légume vert, mpondu, et sont comparées aux épinards pour le goût et la texture.
Le Moambe, ou Mwambi, Mwambe, est le nom donné à la sauce d'huile de palme ou d'arachides. Le poulet moambe est également considéré comme un plat local. La viande de poulet est recouverte d'une riche sauce moambe et est habituellement accompagné de riz, de feuilles de manioc cuites ( mpondu), et de piment poivre ( pili-pili).
Les habitants de Basankusu ont pour habitude d'entretenir des potagers loin de la ville elle-même. Ils sont situés dans la forêt et formés par des brûlis. Ces parcelles ne sont souvent que partiellement dégagées, avec des termitières et des troncs d'arbres abattus laissés pour fournir du bois de chauffage pour la cuisson de l'année. Le manioc est la culture principale. Il peut être cultivé pour la table ainsi que pour la place du marché. Les arachides, le maïs, la papaye, l'ananas, l'avocat, le palmier à huile et d'autres fruits et légumes sont également cultivés.
Le maïs, bien que vendu rôti au marché, est principalement produit pour la production d'alcool. Les épis de maïs sont coupés et cuits en purée, qui est ensuite fermentée et distillée en utilisant des alambics improvisés, faits avec un bidon de pétrole  coupé. En raison de la base ligneuse des épis de maïs, l'alcool produit contient des niveaux élevés de méthanol, ce qui est toxique. Il est connu comme lotoko ou bompulo, qui est bien connu dans le monde comme moonshine.
Le vin de palme, d'autre part, est fabriqué à partir de la sève du palmier sauvage, qui est fermentée par les conditions climatologiques naturelles, ou les levures, et donne une teneur en alcool comprise entre cinq et sept pour cent.

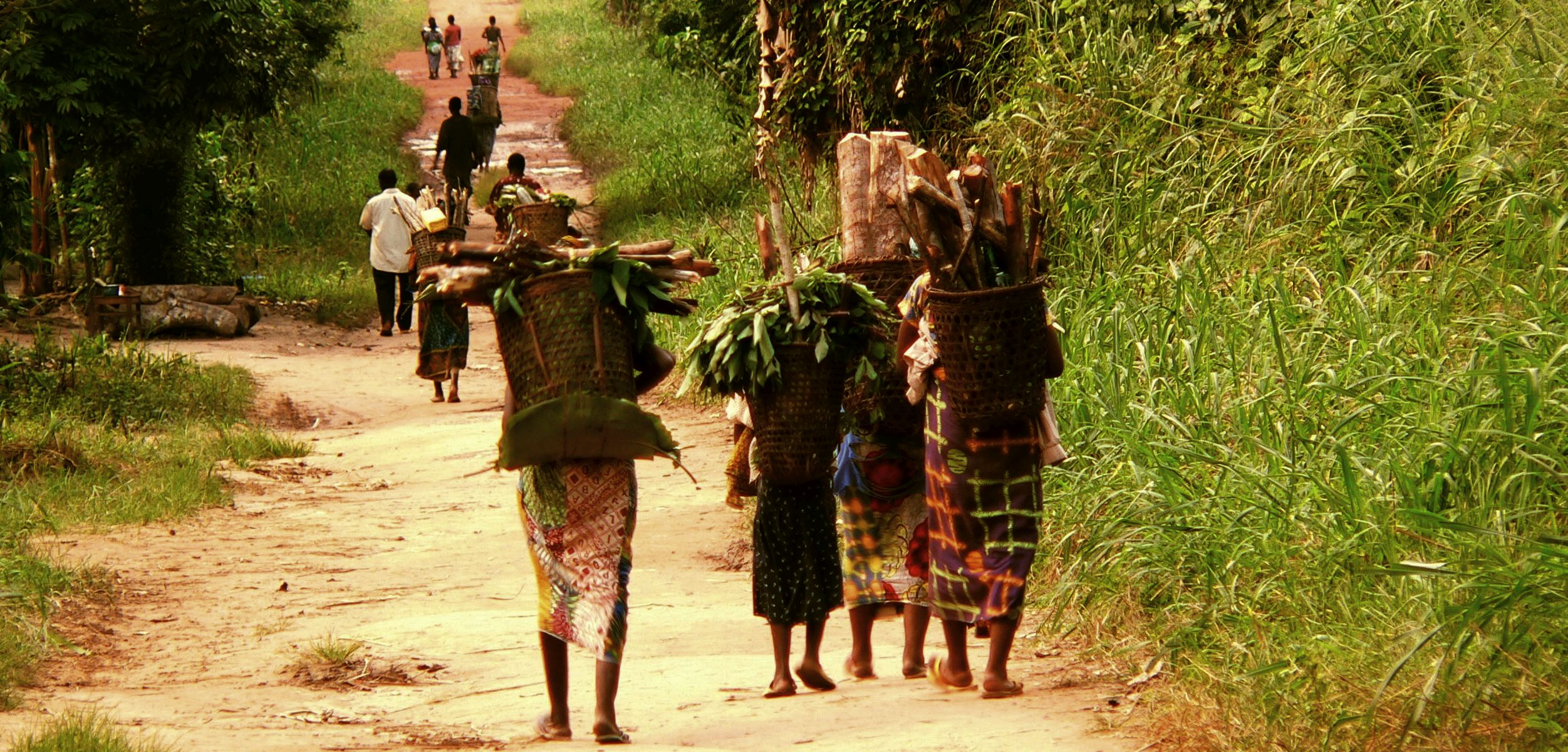
Femmes revenant de leurs potagers

Le marché est l'endroit pour acheter et vendre les aliments cultivés localement et également des produits alimentaires de plus loin, comme Kishasa . Les bananes, les palmistes, les oignons, le manioc et les feuilles de manioc sont vendus - ainsi que quelques produits saisonniers tels que les savoureux safoutiers (Safu) et les chenilles mbinzo , (similaires au ver mopane du Zimbabwe). Le pain est produit dans les boulangeries artisanales. Le riz est importé. Ces produits sont beaucoup moins répandus que le manioc.
La viande provient souvent de la chasse. Les associations de conservation de la nature s'inquiètent du fait que, avec l'augmentation de la population humaine, de nombreuses espèces animales soient en danger d'extinction en raison du commerce de la viande de brousse. Le chimpanzé, le bonobo, le sanglier, le singe, l'antilope, le caïman et d'autres animaux sauvages sont souvent vendus au marché ou à des étals improvisés autour de la ville. En 1998, Jeff Dupain et d'autres ont catalogué les types de viande de brousse disponibles dans les deux marchés principaux de Basankusu. Ils ont interrogé les marchands, afin de savoir où les animaux avaient été chassés  Beaucoup de gens entretiennent du bétail autour de la maison familiale. Les poulets, les porcs, et, moins fréquemment, des moutons et des chèvres fournissent de la nourriture fraîche et une source de revenus.
Les rivières fournissent une grande variété de poissons, et les habitants passent souvent plusieurs jours à la pêche.

## Langues

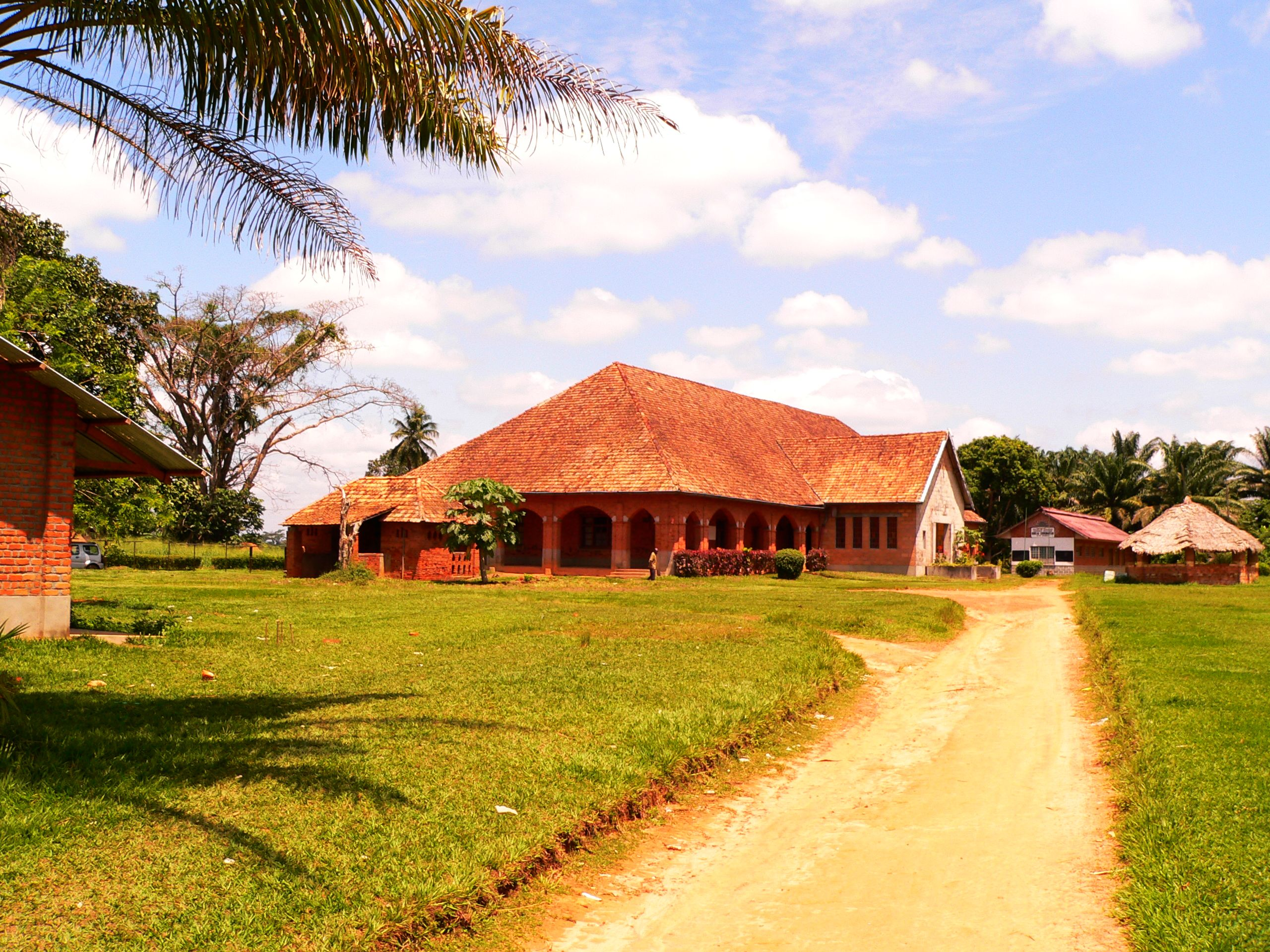
Vue de la mission appartenant au diocèse

L'ethnie principale de Basankusu est représentée par les Mongos, par conséquent la langue bantoue, le lomongo, qui porte en elle de nombreuses croyances et coutumes mongos par ses proverbes et dictons, est parlé comme langue maternelle par la plupart des gens.  Les autres ethnies présentes à Basankusu sont les Ngombes et les Mongandos. La lingua franca est le lingala (également une langue bantoue). Il est question de franchir le fossé tribal - car cette langue est parlée dans une grande partie de la république démocratique du Congo. En raison de l'héritage colonial belge, le français est parlé dans toutes les classes des écoles secondaires et dans les bureaux des fonctionnaires.